# Одринска българска католическа гимназия
Одринската българска католическа гимназия е българско униатско учебно заведение, съществувало в град Одрин, Османската империя, от 1863 до 1929 година.

## История
С папски декрет през 1862 г. се разрешава да се разкрие униатска мисия в Одрин и за неин пръв настоятел е определен Игнатий Качановски. Той пристига в Одрин през юли 1863 г., установява се в квартал Киришхане, където основава първоначално българо-католическо училище. Няколко месеца по-късно в Одрин пристигат и следващите духовници – Томаш Бжеска и Франтишек Зерер. Учениците са предимно българчета от града и съседните села и училището постепенно се развива в гимназия (от 1874 г.). Тя притежава изключително богата библиотека, в която се набавят почти всички български издания. Съвременниците свидетелстват, че някои от полските учители са знаели български език, а учителите миряни са били българи като Георги Голчев, Стефан Кукурлиев, Павел Маринов и Славчо Кесяков.
След 1879 г. голяма част от учениците от горните курсове напускат гимназията, тъй като новосъздадената Българска държава има нужда от кадри, които владеят френски език. Гимназията в най-голяма степен следва гимназиалните програми в България и затова е призната от българското правителство с правата на пълно средно учебно заведение. Застъпени са всички общообразователни предмети и особено внимание се обръща на езиковото обучение. Официалният език е българският, но обучението се провежда на френски език.
В Българо-католическата гимназия цари дух на патриотизъм, насърчаван от учителите възкресенци, които са участници в полското национално освободително движение. През 1885 г. при присъединяването на Източна Румелия към България учениците в гимназията, учредяват революционен кръжок и започват да събират оръжие с цел да избягат в България, за да защитят Съединението. В навечерието на Балканската война от 1912 г. учениците български поданици се евакуирани в България. В началото на 1929 г. цялото имущество на гимназията преминава в ръцете на турската управа на града, което бележи края на Българо-католическата гимназия в Одрин.
Днес сградата се използва от Анадолската гимназия „Мурат“.